# پیتر رایشرت
پیتر رایشرت (انگلیسی: Peter Reichert؛ زادهٔ ۴ اوت ۱۹۶۱) بازیکن فوتبال سابق اهل آلمان است که در پست مهاجم بازی می‌کرد.
از باشگاه‌هایی که در آن بازی کرده‌است می‌توان به باشگاه فوتبال استراسبورگ، باشگاه فوتبال کارلسروهه، باشگاه فوتبال اشتوتگارت، و باشگاه فوتبال تولوز اشاره کرد.
وی همچنین در تیم ملی فوتبال زیر ۲۱ سال آلمان بازی کرده‌است.